# Parataygetis
Genre
Parataygetis est un genre sud-américain de lépidoptères (papillons) de la famille des Nymphalidae et de la sous-famille des Satyrinae.

## Systématique
Le genre Parataygetis a été décrit par l'entomologiste allemand Walter Forster en 1964.
Son espèce type est Taygetis albinotata Butler, 1867.

## Liste des espèces
D'après FUNET Tree of Life (7 avril 2019) :
- Parataygetis albinotata (Butler, 1867) — Bolivie.
- Parataygetis lineata (Godman & Salvin, 1880) — Colombie.

### Publication originale
(de) Walter Forster, « Beiträge zur Kenntnis der Insektenfauna Boliviens XIX. Lepidoptera III. Satyridae », Veröffentlichungen der Zoologischen Staatssammlung München, vol. 8,‎ 1964, p. 51-188 (ISSN 0077-2135, lire en ligne).